# Euphorbia lissosperma
Euphorbia lissosperma är en törelväxtart som beskrevs av Susan Carter. Euphorbia lissosperma ingår i släktet törlar, och familjen törelväxter. Inga underarter finns listade i Catalogue of Life.